# Albrecht von Haller

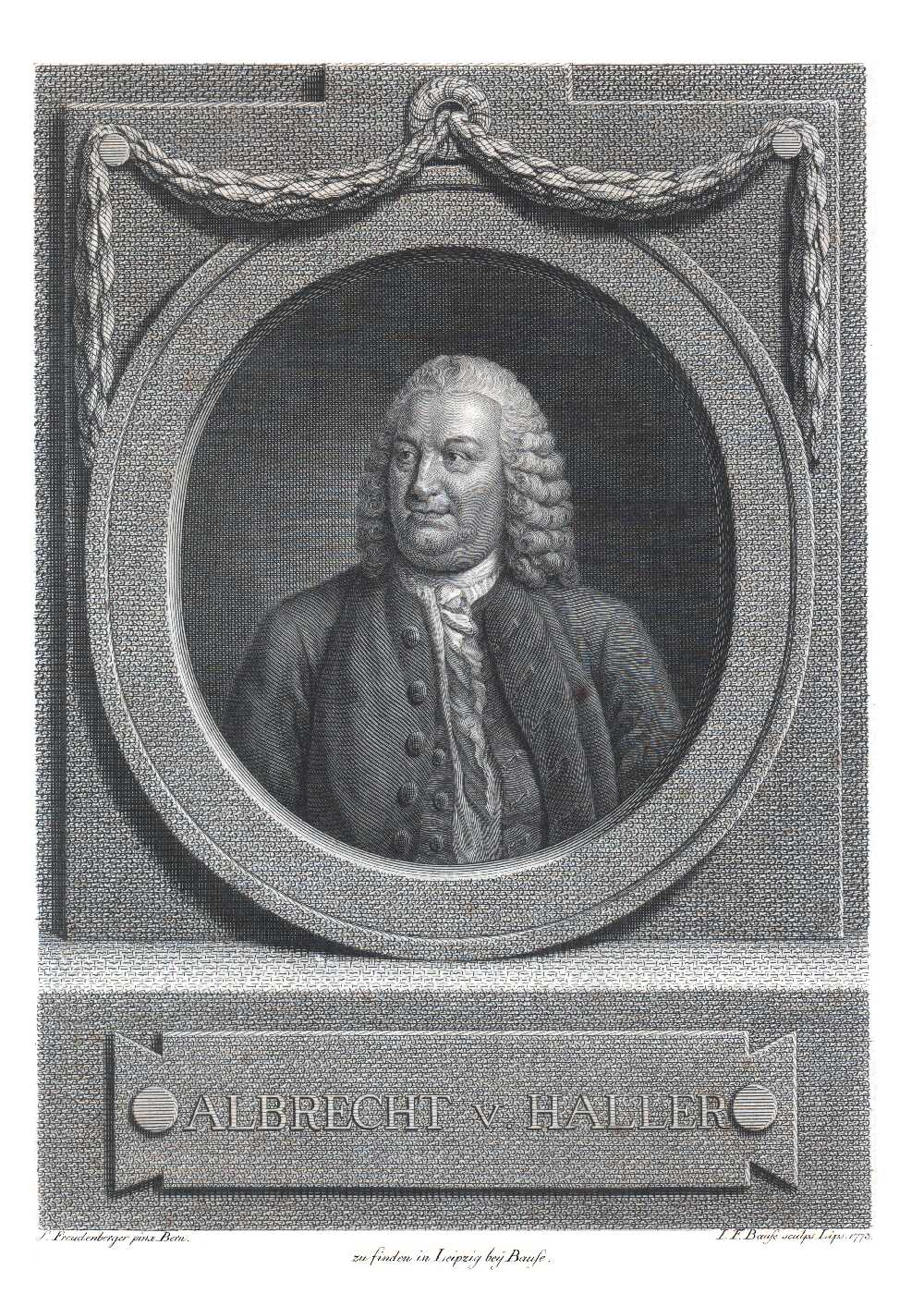
Albrecht von Haller

Elementa physiologiae corporis humani VIII

Albrecht von Haller (Bern, 16 oktober 1708 – aldaar, 12 december 1777) was een Zwitsers arts, dichter, natuurwetenschapper en magistraat.

## Biografie
Haller werd geboren in Bern, Zwitserland als zoon van Niklaus Emanuel Haller en Anna Maria Engel. Hij studeerde medicijnen onder Boerhaave en Willem Jacob 's Gravesande in Leiden, waar hij in 1727 zijn doctorstitel behaalde. Hij bezocht er de 89-jarige Frederik Ruysch. In Leiden sloot hij vriendschap met Johannes Gessner, met wie hij zijn studie in Parijs voortzette en aansluitend een rondreis door Zwitserland maakte. Met Gessner studeerde Haller in 1728 ook wiskunde in Bazel bij Johann Bernoulli en maakte kennis met zijn zoon Daniel Bernoulli.
Hij keerde in 1729 naar Bern terug en gaf de dichtbundel Versuch Schweizerischer Gedichte uit. Hij werd later vooral bekend door zijn gedicht Die Alpen. In 1735 werd op zijn advies een anatomisch theater geopend in Bern en werd Haller stadsbibliothecaris. Van 1736 tot 1753 werkte Haller aan de nieuwe Georg-August-Universität van Göttingen als professor in de anatomie, botanica en chemie. Daarnaast kwamen er monografieën van zijn hand uit op het gebied van anatomie en de fysiologie. In 1740 polste hij Linnaeus om hem op te volgen. 
In 1749 werd hij door keizer Frans I Stefan in de adelstand verheven. Na 1753 keerde hij naar Bern terug en aanvaardde een bescheiden post: het beheer van de zoutwerken in Bex en la Roche. Von Haller werd lijfarts van de koning van Engeland en kreeg aanbiedingen uit Utrecht, Oxford, Halle en Berlijn. In 1764 trok hij zich terug. 

## Bron
- Haller in Holland. Het dagboek van Albrecht von Haller van zijn verblijf in Holland (1725 - 1727), ingeleid en geannoteerd door Dr G.A. Lindeboom. Uitgave van de Kon. Ned. Gist- en Spiritusfabriek N.V. te Delft, 1958.